# Cnemaspis narathiwatensis
Espèce
Cnemaspis narathiwatensis est une espèce de geckos de la famille des Gekkonidae.

## Répartition
Cette espèce est endémique du Sud de la Thaïlande. Elle se rencontre dans les provinces de Yala et de Narathiwat.

## Description
Cnemaspis narathiwatensis mesure, queue non comprise, jusqu'à 43,2 mm pour les mâles et jusqu'à 37,3 mm pour les femelles.

## Étymologie
Son nom d'espèce, composé de narathiwat et du suffixe latin -ensis, « qui vit dans, qui habite », lui a été donné en référence au lieu de sa découverte.

## Publication originale
- Grismer, Sumontha, Cota, Grismer, Wood, Pauwels & Kunya, 2010 : A revision and redescription of the rock gecko Cnemaspis siamensis (Taylor 1925) (Squamata: Gekkonidae) from Peninsular Thailand with descriptions of seven new species. Zootaxa, n. 2576, p. 1–55.